# Tariq Azizuddin
Tariq Azizuddin – ambasador Pakistanu w Afganistanie, porwany i uwolniony przez talibów.
Został uprowadzony przez talibów podczas jazdy samochodem do Afganistanu w lutym 2008 r.
Po trzech miesiącach po wypłaceniu przez rząd Pakistanu ok. 2,5 mln USD i wypuszczeniu 40 talibskich bojowników został uwolniony.